# L'Abergement-de-Cuisery
L'Abergement-de-Cuisery är en kommun i departementet Saône-et-Loire i regionen Bourgogne-Franche-Comté i östra Frankrike. Kommunen ligger i kantonen Cuisery som tillhör arrondissementet Louhans. År 2022 hade L'Abergement-de-Cuisery 811 invånare.

## Befolkningsutveckling
Antalet invånare i kommunen L'Abergement-de-Cuisery
| Referens: INSEE |